# Iraí
Iraí (Nannotrigona testaceicornis) é uma abelha social, da subfamília dos meliponíneos, coloração geral preta com pilosidade grisalha, não medindo mais de 4 mm de comprimento. De comportamento considerado como "tímido", exala cheiro agradável e produz bom mel, embora em quantidade muito pequena, tipicamente menos de um litro por ano. Também é chamada de camuengo, jataí-mosquito, jataí-preta, jati-preta, mombuca, mumbuca, mumbuquinha, tuiú-mirim e tujumirim.
Devido à pequena produção de mel esta abelha não é muito criada com este objetivo. Contudo, seu pequeno tamanho, comportamento manso e rusticidade a tornam uma boa opção para quem deseja empregá-la como agente polinizador em estufas ou pequenas plantações, ou mesmo para quem tem interesse em manter um enxame apenas pelo contato com a natureza ou para decoração de uma varanda ou jardim. Uma característica desta abelha que é interessante neste caso é que as operárias fecham a entrada da colmeia à noite, e assim não são atraídas pelas luzes artificiais da residência.
O mel da iraí possui potentes propriedades antimicrobianas em função de diversos compostos como o peróxido de hidrogênio, outras enzimas e fontes florais, e perde parte de sua eficácia se exposto à luz. O mel de iraí é também um bom complemento nutricional e agente terapêutico no campo da medicina.